# Pleiochiton longipetiolatum
Pleiochiton longipetiolatum är en tvåhjärtbladig växtart som beskrevs av Alexander Curt Brade. Pleiochiton longipetiolatum ingår i släktet Pleiochiton och familjen Melastomataceae. Inga underarter finns listade i Catalogue of Life.